# Château-Voué
Pour les articles homonymes, voir Château (homonymie) et Voué.
Château-Voué est une commune française située dans le département de la Moselle, en région Grand Est.

## Géographie
| Burlioncourt | Haboudange, Sotzeling, Conthil | Wuisse       |
| Obreck       | Château-Voué                   |              |
| Hampont      | Haraucourt-sur-Seille          | Saint-Médard |

La commune fait partie du Parc naturel régional de Lorraine.
Écarts et lieux-dits : Bérange, Dédeling.

### Hydrographie
La commune est située dans le bassin versant du Rhin au sein du bassin Rhin-Meuse. Elle est drainée par le ruisseau de Banvoie, le ruisseau de la Flotte, le Gros Rupt et le ruisseau de la Nalle.
Le ruisseau de Banvoie, d'une longueur totale de 10 km, prend sa source dans la commune de Lidrezing et se jette  dans le ruisseau de la Flotte sur la commune, après avoir traversé cinq communes.
Le ruisseau de la Flotte, d'une longueur totale de 11 km, prend sa source dans la commune de Lidrezing et se jette  dans la Petite Seille à Hampont en limite avec Burlioncourt, après avoir traversé cinq communes.

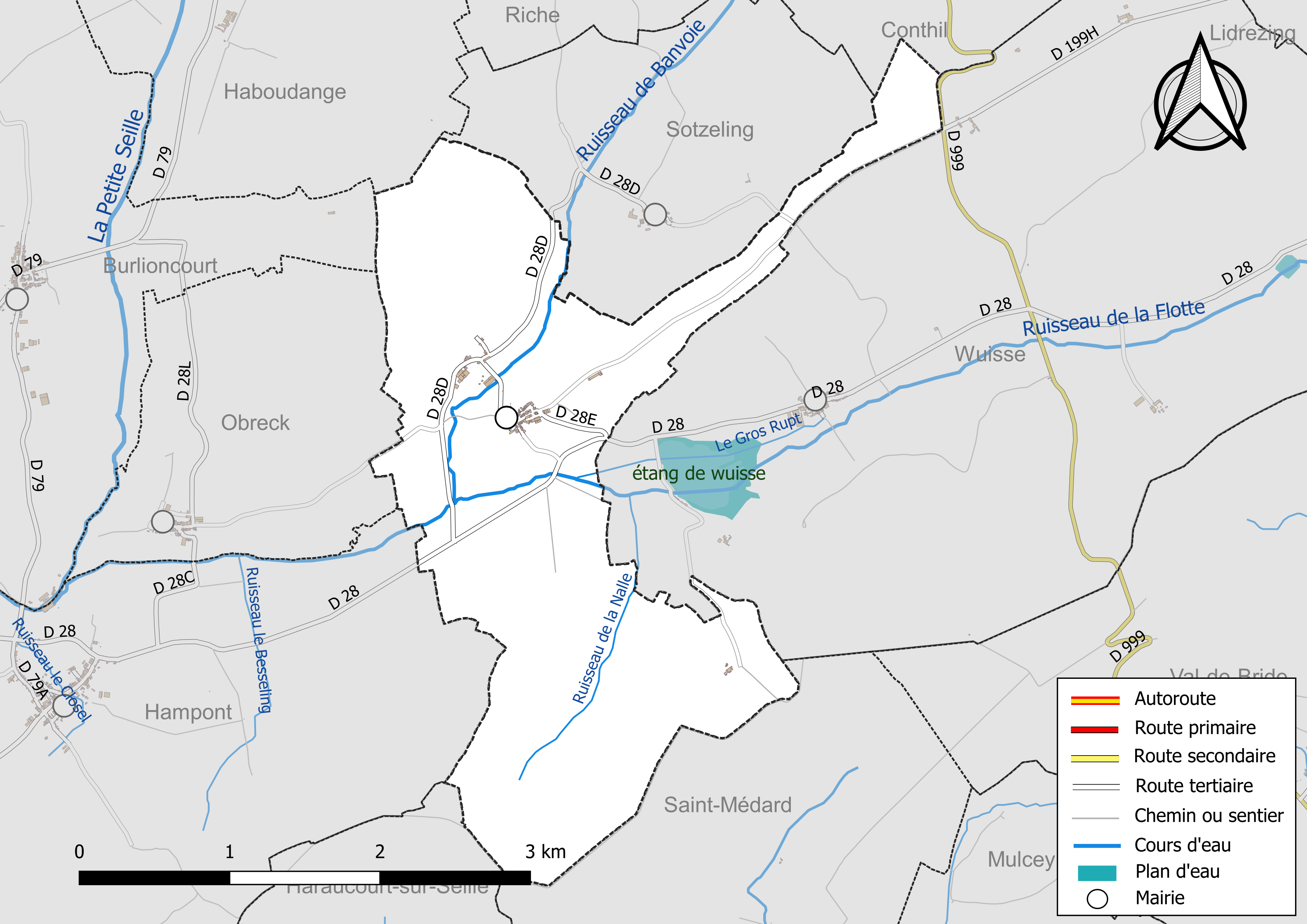
Réseaux hydrographique et routier de Château-Voué.

La qualité des eaux des principaux cours d’eau de la commune, notamment du ruisseau de Banvoie et du ruisseau de la Flotte, peut être consultée sur un site spécial géré par les agences de l’eau et l’Agence française pour la biodiversité.

### Climat
Pour des articles plus généraux, voir Climat du Grand Est et Climat de la Moselle.
En 2010, le climat de la commune est de type climat des marges montargnardes, selon une étude du Centre national de la recherche scientifique s'appuyant sur une série de données couvrant la période 1971-2000. En 2020, Météo-France publie une typologie des climats de la France métropolitaine dans laquelle la commune est exposée à un climat semi-continental et est dans la région climatique  Lorraine, plateau de Langres, Morvan, caractérisée par un hiver rude (1,5 °C), des vents modérés et des brouillards fréquents en automne et hiver.
Pour la période 1971-2000, la température annuelle moyenne est de 9,9 °C, avec une amplitude thermique annuelle de 17,3 °C. Le cumul annuel moyen de précipitations est de 848 mm, avec 12,1 jours de précipitations en janvier et 9,6 jours en juillet. Pour la période 1991-2020, la température moyenne annuelle observée sur la station météorologique de Météo-France la plus proche, « Rodalbe », sur la commune de Rodalbe à 9 km à vol d'oiseau, est de 10,6 °C et le cumul annuel moyen de précipitations est de 737,2 mm. 
La température maximale relevée sur cette station est de 38,7 °C, atteinte le 24 juillet 2019 ; la température minimale est de −18,1 °C, atteinte le 26 décembre 2010,,.
Les paramètres climatiques de la commune ont été estimés pour le milieu du siècle (2041-2070) selon différents scénarios d'émission de gaz à effet de serre à partir des nouvelles projections climatiques de référence DRIAS-2020. Ils sont consultables sur un site spécial publié par Météo-France en novembre 2022.

## Urbanisme

### Typologie
Au 1er janvier 2024, Château-Voué est catégorisée commune rurale à habitat dispersé, selon la nouvelle grille communale de densité à sept niveaux définie par l'Insee en 2022.
Elle est située hors unité urbaine et hors attraction des villes,.

### Occupation des sols
L'occupation des sols de la commune, telle qu'elle ressort de la base de données européenne d’occupation biophysique des sols Corine Land Cover (CLC), est marquée par l'importance des territoires agricoles (65,8 % en 2018), une proportion identique à celle de 1990 (65,8 %). La répartition détaillée en 2018 est la suivante : 
terres arables (45,7 %), forêts (34,2 %), prairies (15,6 %), zones agricoles hétérogènes (4,5 %). L'évolution de l’occupation des sols de la commune et de ses infrastructures peut être observée sur les différentes représentations cartographiques du territoire : la carte de Cassini (XVIIIe siècle), la carte d'état-major (1820-1866) et les cartes ou photos aériennes de l'IGN pour la période actuelle (1950 à aujourd'hui).

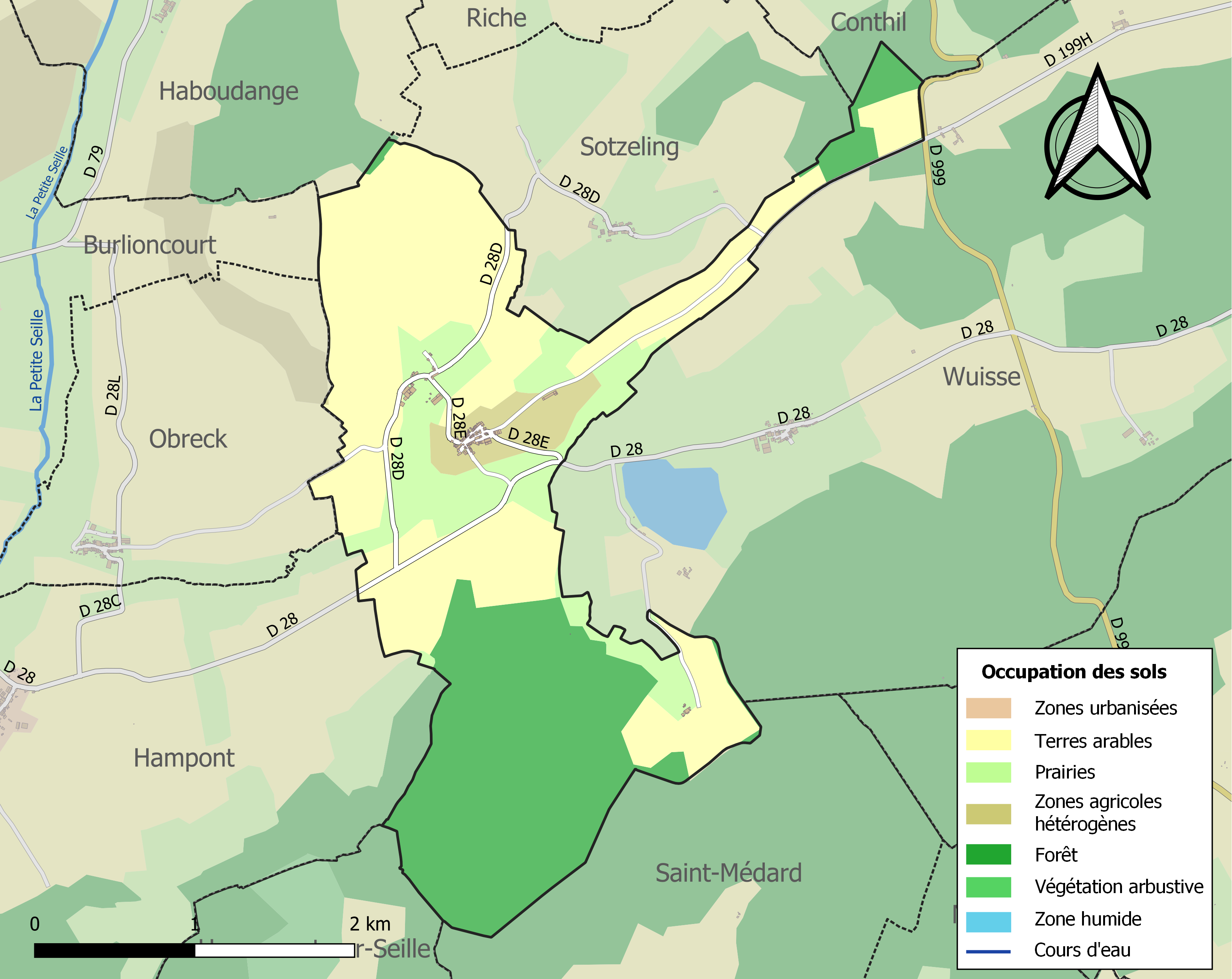
Carte des infrastructures et de l'occupation des sols de la commune en 2018 (CLC).

## Toponymie
- Château-Voué[16] : Villa Castellum dicta, in comitatu Dextroch (966), Durnkasteln[17] (1281), Chastel Le Wouweit (1325)[17], Aridum-Castrum (1406), Dürrkastel (1474), Durrkastel (1527-1528)[17], Durcastel dit Chastel-Vouel (1559), Château-Houez alias Durikastel (1594), Château-Woez (1719), Château-Voël (1751), La Montagne (nom révolutionnaire)[18], Château-Oël (1790), Chateau Voué (1793)[18], Dürkastel (1871-1918).
- Dédeling[16],[19] : Dructelingas (995), Drutheringa (1121), Dedelenges (1299), Dedelinga (1306 et 1319), Dedelanges (1327), Dedlingen (1470), Dedeling (1474), Dedelinger bann (1537), Dedling (1756), Dedlingen (1871-1918).
- Bérange[16] : Berange (1206), Berranges (1264), Binranges et Beinranges (1265), Belronges (1272), Belranges (1616).

## Histoire

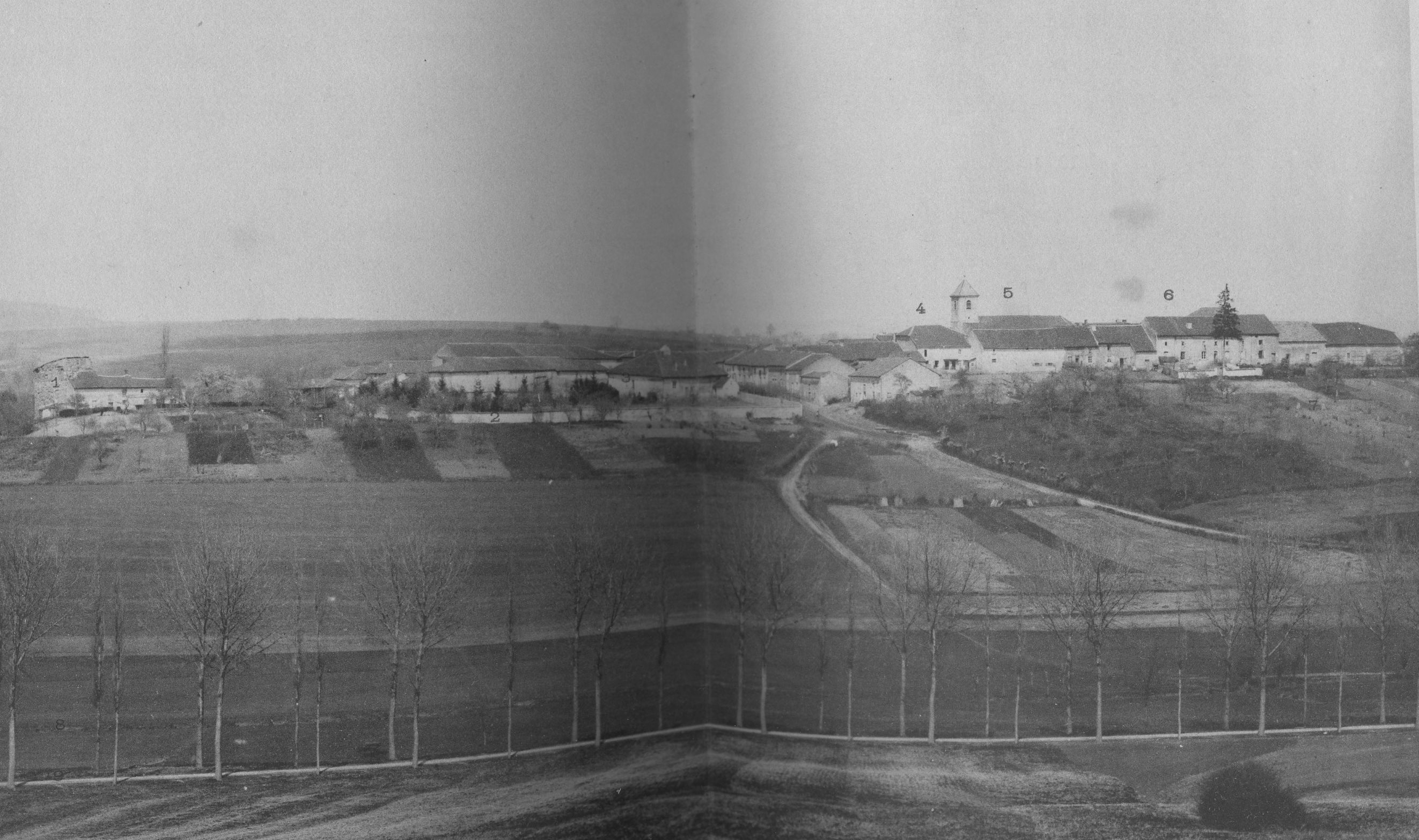
Vue du village vers 1897 : le château à gauche (1), l'église au centre (5).

- Village de l'ancien duché de Lorraine, on le trouve mentionné dans un titre qui remonte au commencement du XIe siècle. Quoiqu'il fit partie du duché de Lorraine, puisqu'il figure dans les divisions de celui-ci, il paraît que les évêques de Metz y possédaient des droits seigneuriaux, car, en 1342, Henry de Guermange, écuyer, déclare qu'il est devenu homme-lige, devant tous hommes, après l'évêque de Metz, de Raoul, duc de Lorraine, pour la maison forte de Chastel-Voël. Le nom de cette commune est rappelé dans d'autres dénombrements donnés, à diverses époques, par les seigneurs, parmi lesquels Jean de Pfaffenhoven (1404) et Guillaume d'Hunolstein (1600). En 1641, pendant que le comte de Grancey faisait le siège de Dieuze, il apprit que Charles IV s'avançait au secours de cette place. Le comte marcha à la rencontre du duc, qui s'arrêta près de Château-Voué. Les troupes françaises se mirent en devoir de lui livrer bataille, mais le duc de Lorraine Charles IV se posta si avantageusement qu'il fut impossible de l'attaquer[20].
- Fusion avec Dédeling en 1981.

## Politique et administration
| Période                                  | Période   | Identité               | Étiquette | Qualité            |
| ---------------------------------------- | --------- | ---------------------- | --------- | ------------------ |
| Les données manquantes sont à compléter. |           |                        |           |                    |
| mars 1989                                | mars 2008 | Claude Cornet          | DVD       | Conseiller général |
| mars 2008                                | En cours  | Isabelle Schmitt-Knaff | UMP       |                    |

## Démographie
L'évolution du nombre d'habitants est connue à travers les recensements de la population effectués dans la commune depuis 1793. Pour les communes de moins de 10 000 habitants, une enquête de recensement portant sur toute la population est réalisée tous les cinq ans, les populations de référence des années intermédiaires étant quant à elles estimées par interpolation ou extrapolation. Pour la commune, le premier recensement exhaustif entrant dans le cadre du nouveau dispositif a été réalisé en 2007.

En 2022, la commune comptait 106 habitants, en évolution de −1,85 % par rapport à 2016 (Moselle : +0,52 %, France hors Mayotte : +2,11 %).
| 1793 | 1800 | 1806 | 1821 | 1831 | 1836 | 1841 | 1846 | 1851 |
| ---- | ---- | ---- | ---- | ---- | ---- | ---- | ---- | ---- |
| 303  | 329  | 363  | 376  | 355  | 354  | 337  | 352  | 302  |

| 1856 | 1861 | 1871 | 1875 | 1880 | 1885 | 1890 | 1895 | 1900 |
| ---- | ---- | ---- | ---- | ---- | ---- | ---- | ---- | ---- |
| 300  | 302  | 248  | 220  | 238  | 228  | 206  | 189  | 171  |

| 1905 | 1910 | 1921 | 1926 | 1931 | 1936 | 1946 | 1954 | 1962 |
| ---- | ---- | ---- | ---- | ---- | ---- | ---- | ---- | ---- |
| 160  | 157  | 124  | 125  | 134  | 140  | 145  | 129  | 97   |

| 1968 | 1975 | 1982 | 1990 | 1999 | 2006 | 2007 | 2012 | 2017 |
| ---- | ---- | ---- | ---- | ---- | ---- | ---- | ---- | ---- |
| 97   | 92   | 93   | 76   | 98   | 111  | 113  | 123  | 101  |

| 2022 | - | - | - | - | - | - | - | - |
| ---- | - | - | - | - | - | - | - | - |
| 106  | - | - | - | - | - | - | - | - |

## Culture locale et patrimoine

### Lieux et monuments

#### Édifices civils
- Ruines du château fort 1342 XIVe siècle, ruiné au cours de la guerre de Trente ans. Détruit partiellement à partir de 1795. Maison-forte classée monument historique en 1991.
- Village perché ; belles portes XVIIe siècle.
- Ferme le Couvent à Dédeling, ancien domaine de l'abbaye de Vergaville.
- Ferme de Bérange (Beringen).
- Maison-forte dont le site et les vestiges sont inscrits au titre des monuments historiques par arrêté du 24 décembre 1991[24]. Elle est un rare exemple de maison forte en hauteur, propriété privée[25],[26].
- Le chêne du Roi[27].

#### Édifice religieux
- Église Saint-Martin, baroque, 1721 : chaire 1745, autels et confessionnaux XVIIIe siècle, bénitiers en albâtre par Robert Pincedé (1775), armoire-reliquaire XVIIIe siècle, toile de saint Martin XVIIe siècle.

### Personnalités liées à la commune
- Hunolstein (maison d') : seigneurs de Château-Voué de 1520 à 1793.
- Maurice Vitoux, châtelain du château de Château-Voué. Né en 1615 et décédé le 29 décembre 1671 à Château-Bréhain.
- Antoine Maugard, littérateur, généalogiste, commissaire du roi, né à Château-Voué le 17 août 1739, mort le 22 novembre 1817. Il a établi la généalogie prouvant la noblesse de Lignéville.